# Sappy (EP)
Sappy è il secondo EP in lingua giapponese (nono complessivo)  del gruppo musicale sudcoreano Red Velvet, pubblicato il 29 maggio 2019 dalla SM Entertainmente dalla Avex Trax.

## Descrizione
Sappy venne pubblicato in due edizioni fisiche: un CD solo First Press Limited Edition e un CD + DVD Regular Edition. Venne anche pubblicata  come download digitale.

## Tracce
Download digitale / CD
1. Sappy – 3:19 (testo: MEG.ME – musica: Maria Marcus, Andreas Oberg, Emyli)
2. Swimming Pool – 3:20 (testo: Hidenori Tanaka)
3. Sayonara – 3:15 (testo: Daisuke Nojima – musica: Shin Hyuk, Kyum Lyk, Ashley Alisha)
4. Peek-a-Boo (Japanese Version) – 3:09
5. Rookie (Japanese Version) – 3:16
6. Power Up (Japanese Version) – 3:25

### DVD bonus
1. Sappy (Music video)
2. #Cookie Jar (Music video)
3. Sappy (Music video making clip)
4. Sappy (Jacket making clip)
5. #Cookie Jar (Music video making clip)
6. #Cookie Jar (Jacket making clip)
7. Red Velvet 1st Concert "Red Room" in Japan (Backstage making)
8. ReVeluv-Baby Premium Party (Digest)

## Successo commerciale
L'EP debuttò al numero quattro della classifica delle vendite fisiche e digitali Oricon nella prima settimana con 14 769 esemplari venduti.

## Classifiche
| Classifica (2019) | Posizione massima |
| ----------------- | ----------------- |
| Giappone          | 4                 |